# Elsie Duval

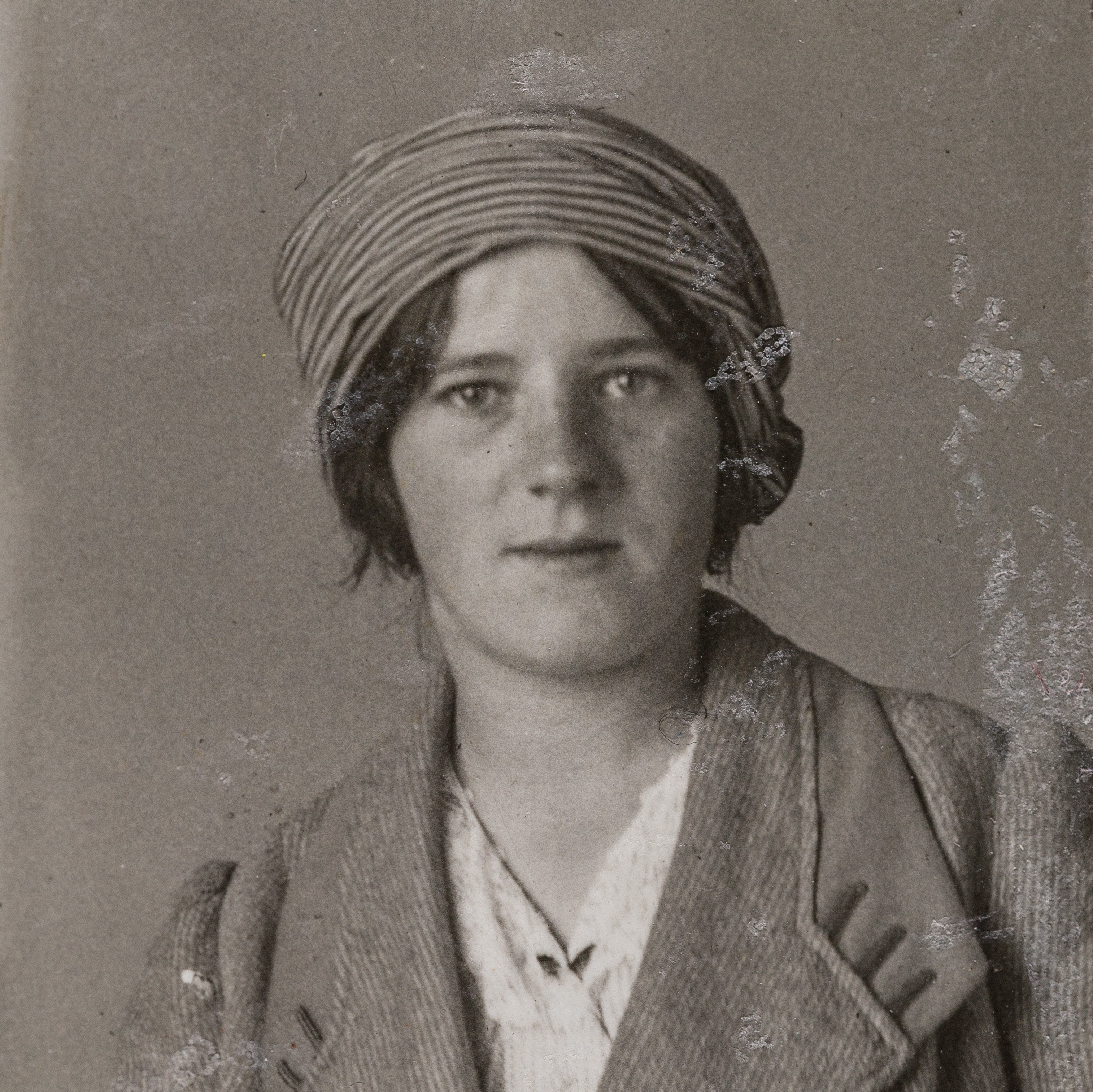
Elsie Duval

Elsie Diederichs Duval (geboren 1892; gestorben am 1. Januar 1919) war eine englische Suffragette. Sie war ein aktives Mitglied der Women’s Social and Political Union. Sie ist bekannt für ihren Bericht zur Behandlung der Suffragetten in britischen Gefängnissen. Sie gehörte zu den ersten Personen, auf die der Prisoners (Temporary Discharge for Ill Health) Act 1913 (auch Cat and Mouse Act genannt) angewendet wurde.

## Leben

### Familie
Elsies Mutter Emily Diederichs Duval, geb. Hayes (1861–1924) war eine Aktivistin für das Frauenwahlrecht, die später Kommunalpolitikerin wurde. Auch ihr Vater Earnest Diederichs Duval, der Manager in einer Fabrik war, engagierte sich für das Frauenwahlrecht. Elsie hatte fünf Geschwister: die Schwestern Norah, Laura, Winifred und Barbara und den Bruder Victor. Victor Duval gründete 1910 die Men’s Political Union for Women’s Enfranchisement, das nicht weniger militante Pendant zur Women’s Social and Political Union. Sowohl er als auch die Schwestern Norah und Laura wurden aufgrund ihres militanten Kampfes für das Frauenwahlrecht zu Gefängnisstrafen verurteilt. Ihre Mutter wurde für kurze Zeit Mitglied der Women’s Social and Political Union, bevor sie der Women’s Freedom League beitrat, in der sie Vorsitzende der Abteilung des Londoner Stadtteils Battersea und später Vorstandsmitglied auf nationaler Ebene wurde. Auch sie verbrachte im Jahr 1911 einige Zeit im Gefängnis.

### Engagement und Gefängnisstrafen

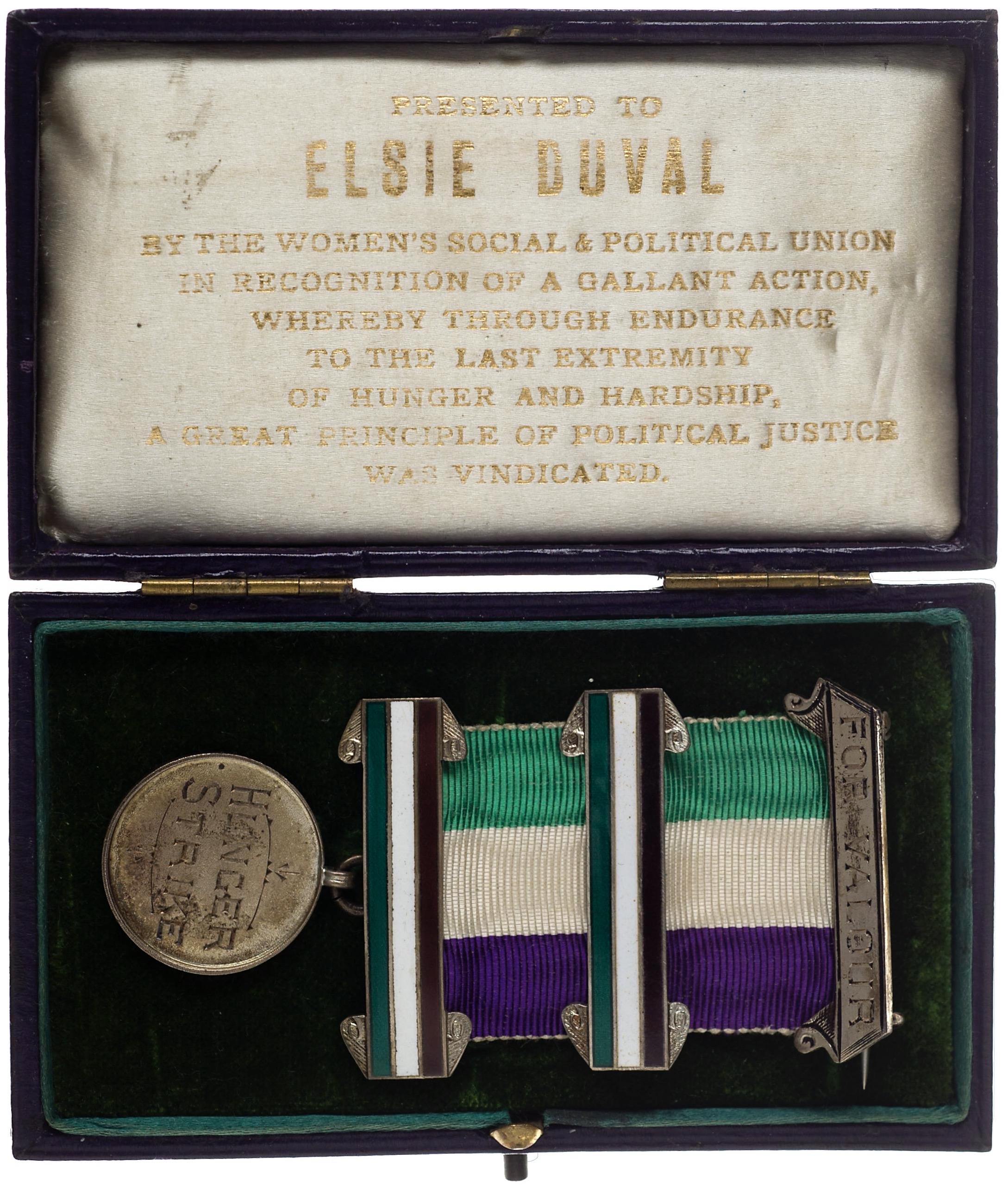
Tapferkeitsmedaille der Women’s Social and Political Union, 1912 verliehen an Elsie Duval für ihren ersten Hungerstreik im Gefängnis

Elsie Duval trat 1907 der Women’s Social and Political Union bei, war aber noch zu jung, um an ihren militanten Aktionen teilzunehmen. Am 23. November 1911 wurde sie wegen Behinderung der Arbeit der Polizei verhaftet, aber schnell wieder freigelassen. Sie meldete sich daraufhin für die Women’s Social and Political Union und nahm von da an an zahlreichen ihrer Aktionen teil. Im Juli 1912 wurde sie erneut verhaftet, nachdem sie das Fenster eines Postamts eingeworfen hatte, und zu einer Gefängnisstrafe von einem Monat verurteilt, die sie im Holloway Prison verbüßte. Dort trat sie, wie viele inhaftierte Suffragetten um diese Zeit, in den Hungerstreik. Neunmal wurde sie von Ärzten und Gefängnispersonal gegen ihren Willen zur künstlichen Ernährung gezwungen. Sie wurde im August 1912 freigelassen. Im April 1913 wurde sie erneut inhaftiert und auch dieses Mal im Gefängnis zwangsernährt, obwohl sie dabei unter starken Schmerzen litt und vehement Widerstand leistete. Während dieses Gefängnisaufenthaltes trat der Prisoners (Temporary Discharge for Ill Health) Act 1913 – besser bekannt als Cat and Mouse Act – in Kraft: Das neue Gesetz sah statt der Zwangsernährung eine Freilassung auf Zeit vor, bis die Gefangenen sich vom Hungerstreik erholt hatten und den Rest ihrer Gefängnisstrafe antreten konnten. Am 28. März 1913 wurden Elsie Duval und ihre Mitgefangene Olive Beamish als erste Suffragetten auf Grundlage des Cat and Mouse Act aus dem Holloway Prison entlassen.

### Flucht und Rückkehr

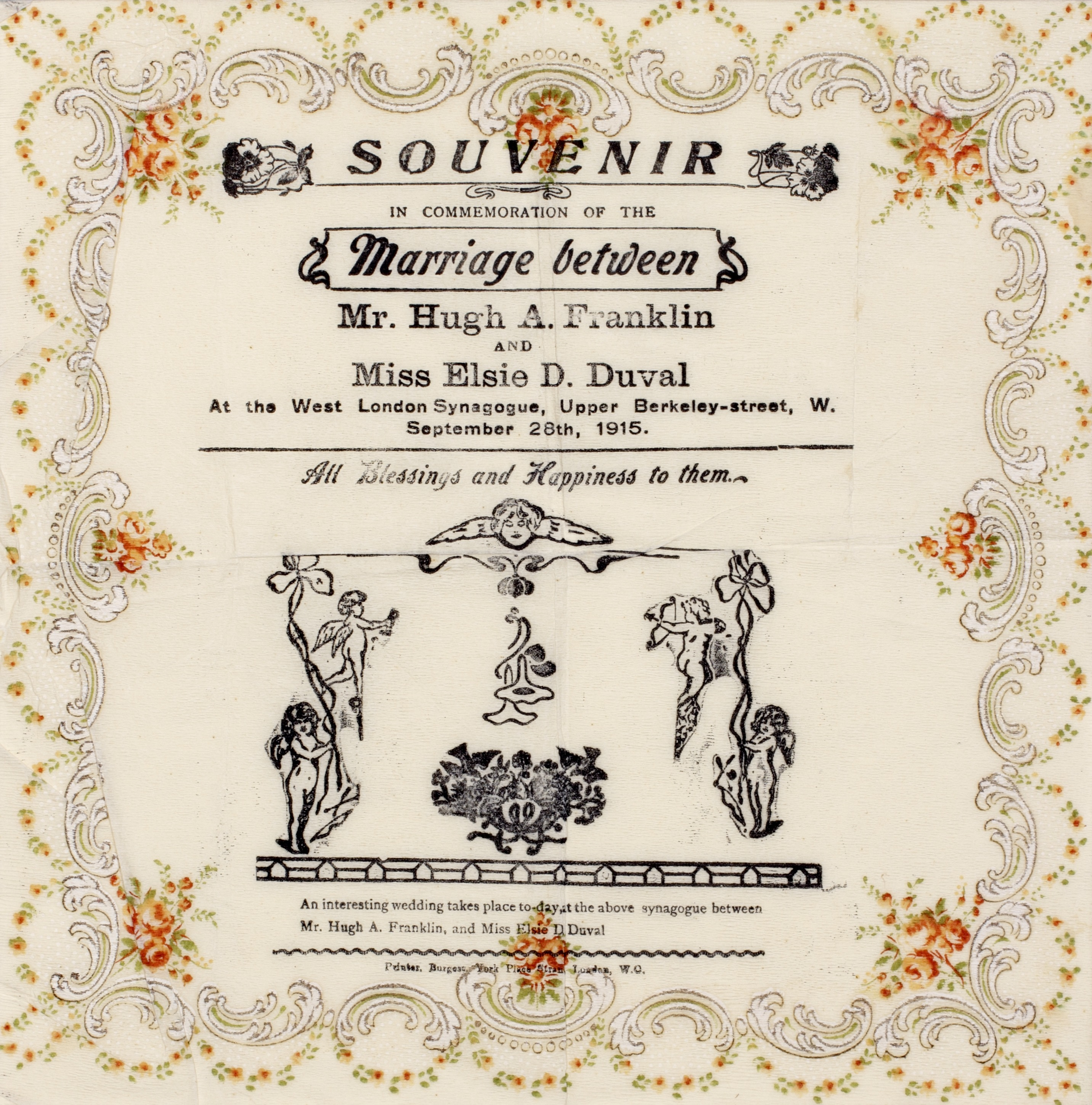
Papierserviette als Erinnerung als Elsie Duvals und Hugh Franklins Hochzeit (1915)

Im März 1913 verlobten sich Elsie Duval und der Politiker Hugh Franklin (1889–1962). Auch er setzte sich aktiv für das Frauenwahlrecht ein und war zu einer Gefängnisstrafe verurteilt worden, die unter dem Cat and Mouse Act ausgesetzt wurde. Gemeinsam flohen sie aus Großbritannien, um nicht erneut ins Gefängnis zu müssen. Elsie Duval lebte für eine Weile unter den Pseudonymen Eveline Dukes und Millicent Dean. Mit gefälschten Empfehlungsschreiben bekam sie eine Stelle als Gouvernante in Deutschland, wo sie für zehn Monate lebte. Danach lebte sie für einige Monate in Belgien und der Schweiz, später wieder in Deutschland. Als mit dem Beginn des Ersten Weltkriegs die Suffragetten-Bewegung ihre militanten Aktionen einstellte und für ihre Mitglieder eine Amnestie erwirkte, konnte Elsie Duval nach England zurückkehren. Dort unterstützte sie weiterhin die Women’s Social and Political Union, die sich nun für die Stärkung der Kriegstruppen einsetzte, und trat der von Emmeline und Christabel Pankhurst gegründeten Women’s Party bei.
Am 28. September 1915 heirateten Elsie Duval und Hugh Franklin in der West London Synagoge.

### Lebensende
Am 1. Januar 1919 starb Elsie Duval im Alter von nur 26 Jahren an Herzversagen in Folge einer Lungenentzündung. Sehr wahrscheinlich war ihr geschwächtes Herz eine Folge der Misshandlungen im Gefängnis. Das Wahlrecht, für das sie sich ihr Leben lang eingesetzt hatte, konnte sie nicht mehr ausüben. Zwar erlebte sie noch die Einführung eines beschränkten Wahlrechts für Frauen durch den Representation of the People Act 1918, war aber noch zu jung, um an der Unterhauswahl 1918 teilzunehmen.
Teile ihres Nachlasses verwaltet die Women’s Library.